# Opisthoxia conjuncta
Opisthoxia conjuncta là một loài bướm đêm trong họ Geometridae.